# 小野ハルカ
小野 ハルカ（おの ハルカ、1980年 - ）は、日本の漫画家。大分県出身。アイスホッケーを題材にした漫画をよく執筆している。

## 略歴
- 2006年、  まんがカレッジ6月期にて『カクタ』が努力賞を受賞[1]。
- 2008年、『サンデー超』2008年5月号に『覚醒異伝 睡麟』が掲載されデビュー。
- 2012年、『週刊少年サンデーS増刊』2012年3月号から2013年5月号にかけて『氷の国の王子様』を連載。
- 2013年、『週刊少年サンデー』2013年49号から2015年18号にかけて『氷球姫×常磐木監督の過剰な愛情』を連載。
- 2016年、『MangaONE』・『裏サンデー』2016年1月7日 から2017年3月9日にかけて『桐生先生は恋愛がわからない。』を連載。
- 2017年、『MangaONE』・『裏サンデー』2017年8月16日から『四代目の花婿』を連載中。

## 作品

### 連載
- 氷の国の王子様（『週刊少年サンデーS増刊』2012年3月号 - 2013年5月号、全3巻）
- 氷球姫×常磐木監督の過剰な愛情（『週刊少年サンデー』2013年49号 - 2015年18号、全7巻）
- 桐生先生は恋愛がわからない。（『MangaONE』・『裏サンデー』2016年1月7日 - 2017年3月9日配信、全5巻）
- 四代目の花婿（『MangaONE』・『裏サンデー』2017年8月16日 - 2018年7月25日、全3巻）

### 読切
- 覚醒異伝 睡麟（『サンデー超』2008年5月号）
- 湯の国温泉守伝説（『少年サンデー特別増刊R』2008年8月号）
- 腰抜けジョニー（『少年サンデーS増刊』2008年11月号）
- カムバック!（『少年サンデーS増刊』2009年1月号）
- 花は散れども（『少年サンデーS増刊』2009年7月号 増刊超JULY号） - 第1回クラブサンデー新人王決定戦エントリー作品[2]
- 蹴鞠の神様（『クラブサンデー』2010年3月30日公開）
- プリンス・オブ・アイス〜氷の国の王子様〜（『少年サンデーS増刊』2011年5月号）